# 인도네시아의 주
인도네시아의 행정 구역은 총 38개의 주로 구성되어 있다. 이 가운데 아체주, 욕야카르타 특별주, 자카르타 3개 주와 서뉴기니의 6개 주는 특별주로 지정되어 있다.
- 서뉴기니(Western New Guinea, 서파푸아(West Papua), 뉴기니섬의 서반부 지역)
  - 서파푸아주(Papua Barat, 옛 이름은 서이리안자야주(Irian Jaya Barat))
  - 남서파푸아주(Papua Barat Daya), 2022년 서파푸아주에서 분리되어 신설
  - 파푸아주(Papua, 옛 이름은 이리안자야주(Irian Jaya))
  - 중앙파푸아주(Papua Tengah), 2022년 파푸아주에서 분리되어 신설
  - 파푸아고원주(Papua Pegunungan), 2022년 파푸아주에서 분리되어 신설
  - 남파푸아주(Papua Selatan), 2022년 파푸아주에서 분리되어 신설

- 말루쿠 제도(Kepulauan Maluku)
  - 말루쿠주(Maluku)
  - 북말루쿠주(Maluku Utara)

- 발리섬과 소순다 열도(Nusa Tenggara, 누사틍가라)
  - 서누사틍가라주(Nusa Tenggara Barat)
  - 동누사틍가라주(Nusa Tenggara Timur)
  - 발리주(Bali)

- 수마트라섬(Sumatera)
  - 아체주(Nanggröe Aceh Darussalam)
  - 방카블리퉁주(Kepulauan Bangka Belitung)
  - 븡쿨루주(Bengkulu)
  - 잠비주(Jambi)
  - 람풍주(Lampung)
  - 리아우주(Riau)
  - 리아우 제도주(Kepulauan Riau)
  - 남수마트라주(Sumatera Selatan)
  - 서수마트라주(Sumatera Barat)
  - 북수마트라주(Sumatera Utara)

- 술라웨시섬(Sulawesi)
  - 고론탈로주(Gorontalo)
  - 서술라웨시주(Sulawesi Barat)
  - 남술라웨시주(Sulawesi Selatan)
  - 북술라웨시주(Sulawesi Utara)
  - 동남술라웨시주(Sulawesi Tenggara)
  - 중앙술라웨시주(Sulawesi Tengah)

- 자와섬(Jawa)
  - 반튼주(Banten)
  - 욕야카르타 특별주(Daerah Istimewa Yogyakarta)
  - 서자와주(Jawa Barat)
  - 중앙자와주(Jawa Tengah)
  - 동자와주(Jawa Timur)
  - 자카르타 특별수도지역(Daerah Khusus Ibukota Jakarta)

- 칼리만탄(Kalimantan, 보르네오섬의 인도네시아 영토)
  - 서칼리만탄주(Kalimantan Barat)
  - 남칼리만탄주(Kalimantan Selatan)
  - 북칼리만탄주(Kalimantan Utara)
  - 중앙칼리만탄주(Kalimantan Tengah)
  - 동칼리만탄주(Kalimantan Timur)

## 제안한 새로운 주
- 발리섬과 소순다 열도(Nusa Tenggara, 누사틍가라)
  - 숨바와 제도(Kepulauan Sumbawa), 출처 지역은 서누사틍가라주이다.

- 수마트라섬(Sumatera)
  - 타파눌리주(Tapanuli), 출처 지역은 북수마트라주이다.
  - 니아스 제도(Kepulauan Nias), 출처 지역은 북수마트라주이다.

- 술라웨시섬(Sulawesi)
  - 대볼랑몽온도우주(Bolaang Mongondow Raya), 출처 지역은 북술라웨시주이다.

- 칼리만탄(Kalimantan, 보르네오섬의 인도네시아 영토)
  - 특별수도지역(Daerah Khusus Ibu Kota Negara, 누산타라), 출처 지역은 동칼리만탄주이다.
  - 대카푸아스주(Kapuas Raya), 출처 지역은 서칼리만탄주이다.
  - 탄중푸라주(Tanjungpura), 출처 지역은 서칼리만탄주이다.
  - 대바리토주(Barito Raya), 출처 지역은 중앙칼리만탄주이다.
  - 코타와링인주(Kotawaringin), 출처 지역은 중앙칼리만탄주이다.

## 같이 보기
- 인도네시아의 행정 구역